# Částice (slovní druh)
Částice (partikule) je neohebný slovní druh, který signalizuje vztah mluvčího k výpovědi, vyjadřuje modalitu věty nebo zvýrazňuje větný člen. Zpravidla uvozuje větu, to znamená, že stojí na jejím začátku, ale může stát i uvnitř věty. Některé částice mají platnost věty, např. Ano. Nikoli. Zajisté. V češtině jsou částice relativně málo početné.

## Rozdělení částic
Podle původu částice dělíme na:
- Vlastní – nemohou zastávat funkci jiného slovního druhu: ať, kéž, ano.
- Nevlastní – mohou být podle souvislosti i jiným slovním druhem: jistě, asi, prý. Je potřeba je odlišovat zejména od spojek:
  - I promluvil ke králi. (částice) × Promluvil ke králi i ke královně. (spojka)
  - Že ses do toho pletla! (částice) × Zdá se, že ses do toho pletla. (spojka)

Podle významu dělíme částice na:
- tázací – uvozují tázací věty: Jestlipak si to přečetl?
- apelové, které se dále dělí na:
  - žádací – Ať mi přinese knihu.
  - přací – Kéž by už skončila zima.

Částice dále můžeme dělit na:
- modální – nejspíš, zajisté, možná, asi
- intenzifikační – velmi, velice, příliš, moc (pozor na platnost slovního druhu ve větě)
- vytýkací – jen, také, třeba, teprve, pouze, přímo
- modifikační – přece, ale, prostě, snad, jen, klidně
  - Klidně mluv! (částice) × Mluv klidně. (příslovce)
- odpověďové – ano, ne
- negační – ne, nikoli
- větná adverbia – samozřejmě, bohužel, každopádně, naštěstí

Tento slovní druh je těžké rozlišit od příslovce nebo spojky, ale skoro vždy jsou na začátku věty nebo souvětí.

## Částice v různých jazycích
Částice v češtině fungují pouze jako větné částice (modifikují význam celé věty). V jiných jazycích (např. 日本語 – japonština) existuje více typů částic např. pádové, kontextové. Ty pak ovlivňují jednotlivá slova, slovní spojení nebo úseky věty, vymezují vztahy mezi větnými členy apod.